# 成康の治
成康の治（せいこうのち）は、中国西周の成王・康王の統治期間（紀元前1043年 - 紀元前996年頃）を表す。史書に「成康之際、天下安寧、刑錯四十余年不用（成康の治世は天下が安定し40年余り刑罰を用いなかった）」と記録される安定した治世であったと伝えられる。
成王の在位期間中は、成王が幼少であったため周公旦が摂政となり、三監の乱を平定し封建制度を確立し周王朝の統治体制を確立した時期であるともされている。